# 강 (좌풍익)
강(彊, ? ~ ?)은 전한 후기의 관료이다. '강'은 이름자로, 성씨는 알 수 없다.

## 생애
신작 원년(기원전 61), 좌풍익에 임명되었으나 곧 면직되었다.

## 출전
- 반고, 《한서》 권19하 백관공경표(百官公卿表) 下